# Neil Taylor
Neil John Taylor, född 7 februari 1989 i St Asaph, är en walesisk före detta fotbollsspelare och numera tränare. Han är sedan 2023 tränare för emiratiska Gulf United.

## Spelarkarriär
Den 31 januari 2017 värvades Taylor av Aston Villa i en bytesaffär där Jordan Ayew gick i motsatt riktning till Swansea City. Den 28 maj 2021 meddelade Aston Villa att Taylor skulle lämna klubben i samband med att hans kontrakt gick ut följande månad. Den 18 november 2021 gick Taylor på fri transfer till Middlesbrough, där han skrev på ett kontrakt till mitten av januari 2022.
Den 7 november 2022 meddelade Taylor att han avslutade sin fotbollskarriär.

## Tränarkarriär
Den 1 september 2023 blev Taylor ny huvudtränare för Gulf United.